# Deron Williams
Deron Michael Williams (ur. 26 czerwca 1984 w Parkersburgu) – amerykański koszykarz, występujący na pozycji rozgrywającego.
Profesjonalną karierę rozpoczął w 2005 roku, kiedy to został wybrany przez Utah Jazz z trzecim numerem w drafcie. W swoim pierwszym sezonie rozegrał 80 meczów oraz został wybrany do pierwszej piątki debiutantów. W kolejnym sezonie awansował do pierwszej piątki Jazz, którzy rozpoczęli rozgrywki bilansem 12-1, kończąc je ostatecznie z najlepszym w dywizji Północno-Zachodniej wynikiem 51 zwycięstw i 31 porażek. W tym samym sezonie, Utah dotarli do Finału Konferencji Zachodniej, gdzie jednak przegrali z San Antonio Spurs, późniejszymi mistrzami National Basketball Association. W sezonie 2009-2010 poprowadził Jazz do półfinałów konferencji, po czym po raz pierwszy wybrany do Meczu Gwiazd. W lutym 2011 wziął udział w wymianie, w ramach której trafił do New Jersey Nets.
Po sezonie 2011/12 został wolnym agentem i walkę o niego stoczyli Dallas Mavericks i Brooklyn Nets. Ostatecznie wybrał drużynę z Nowego Jorku i podpisał 5-letni kontrakt, dzięki któremu zarobi 98 milionów dolarów.
8 marca 2013 roku ustanowił rekord sezonu zasadniczego NBA, trafiając 9 celnych rzutów za 3 punkty w jednej połowie (1) spotkania. Rezultat ten został poprawiony w kolejnym sezonie przez Chandlera Parsonsa.
14 lipca 2015 roku podpisał jako wolny agent umowę z zespołem Dallas Mavericks. Klub zwolnił go 23 lutego 2017. 27 lutego 2017 został zawodnikiem Cleveland Cavaliers.

## Osiągnięcia
Na podstawie, o ile nie zaznaczono inaczej.
NCAA
- Wicemistrz NCAA (2005)
- Uczestnik:
  - Sweet 16 turnieju NCAA (2004, 2005)
  - II rundy turnieju NCAA (2003–2005)
- Mistrz:
  - turnieju konferencji Big Ten (2003, 2005)
  - sezonu regularnego Big Ten (2004, 2005)
- Zaliczony do:
  - I składu:
    - Big Ten (2004, 2005)
    - turnieju Big Ten (2004)
    - NCAA Final Four (2005)[8]

  - II składu All-American (2005)

NBA
- Wicemistrz NBA (2017)
- Uczestnik:
  - meczu gwiazd NBA (2010–2012)
  - Rising Stars Challenge (2006, 2007)
  - konkursu Skills Challenge (2008, 2010, 2012)
- Zaliczony do:
  - II składu NBA (2008, 2010)
  - I składu debiutantów NBA (2006)[9]
- Zwycięzca konkursu Skills Challenge (2008)
- Lider play-off w średniej asyst (2009, 2010, 2013)[10]
- Zawodnik:
  - miesiąca (listopad 2010)
  - tygodnia (9.03.2009, 14.12.2009, 15.11.2010, 10.11.2014)

Inne
- Drużyna Beşiktaşu zastrzegła należący do niego numer 8

Reprezentacja
- Mistrz:
  - olimpijski (2008, 2012)
  - Ameryki (2007)